# George Friedman
George Friedman (n. 1 februarie 1949, Budapesta, Republica Ungară⁠(d)) este un om de științe politice și autor american. El este fondatorul și CEO al companiei de previziune și analiză geopolitică Geopolitical Futures. El este si fondatorul companiei private de informații STRATFOR, de unde a plecat in 2015. Este autor a mai multor cărți, printre care The Next 100 Years, The Next Decade, America's Secret War, The Intelligence Edge, The Coming War With Japan și The Future of War.

## Biografie
George Friedman s-a născut în Budapesta, Ungaria, într-o familie de evrei care au supraviețuit Holocaustului.
Pe când era copil, familia sa a părăsit Ungaria pentru a scăpa de regimul comunist, stabilindu-se inițial în Austria, iar apoi imigrând definitiv în Statele Unite ale Americii.
George a învățat la o școală publică din New York și a lucrat ca designer de jocuri pentru calculator.
A absolvit City College of New York, cu B.A. în științe politice, și a obținut Ph.D. în guvernare la Cornell University.
Mai apoi, Friedman a activat aproape două decenii în domeniul academic, profesând științe politice la Dickinson College.
În studii și cercetări s-a focusat inițial pe Marxism, apoi și pe conflicte internaționale, inclusiv examinarea relațiilor dintre URSS și SUA din perspectivă militară. După destrămarea Uniunii Sovietice, Friedman a studiat un potențial conflict dintre SUA și Japonia și a co-scris cartea The Coming War with Japan în 1991.
În 1996 Friedman a fondat STRATFOR, o companie privată de informatii și analize geopolitice.
Friedman este căsătorit cu Meredith Friedman (născută LeBard) și are patru copii.
Trăiește în Austin, Texas, SUA.
În 2015 a fondat Geopolitical Futures, o companie dedicată exclusiv publicării analizelor de previziune geopolitică.

## Cărți
- The Political Philosophy of the Frankfurt School (1981). Cornell University Press, ISBN 0-8014-1279-X.
- The Coming War With Japan, împreună cu Meredith LeBard (1991). St Martins Press. Reprint edition, 1992, ISBN 0-312-07677-0.
- The Future of War: Power, Technology and American World Dominance in the Twenty-First Century, împreună cu Meredith Friedman (1996). Crown Publishers, 1st edition, ISBN 0-517-70403-X. St. Martin's Griffin, 1998, ISBN 0-312-18100-0.
- The Intelligence Edge: How to Profit in the Information Age, împreună cu Meredith Friedman, Colin Chapman și John Baker (1997). Crown, 1st edition, ISBN 0-609-60075-3.
- America's Secret War: Inside the Hidden Worldwide Struggle Between the United States and Its Enemies (2004). Doubleday, 1st edition, ISBN 0-385-51245-7. Broadway, reprint edition (2005). ISBN 0-7679-1785-5.
- The Next 100 Years: A Forecast for the 21st Century (2009). Doubleday, ISBN 0-385-51705-X.
- The Next Decade: What the World Will Look Like (2011). ISBN 0-385-53294-6.
- Flashpoints: The Emerging Crisis in Europe (2015). Doubleday, ISBN 0-385-53633-X.